# Одликовања Социјалистичке Федеративне Републике Југославије
Одликовања Социјалистичке Федеративне Републике Југославије  била су знак јавног признања које је Социјалистичка Федеративна Република Југославија (СФРЈ) додељивала  за рад или дела која су заслуживала опште признање. Доељивала су се југословенским и страним држављанима, јединицама и установама НОВ и ПО Југославије и Југословенске народне армије, привредним и друштвено-политичким организацијама, градовима и општинама и др. Одликовања СФР Југославије била су подељена у три врсте групе — ордени, медаље и споменице, а додељивана су у складу са савезним Законом о одликовањима.
Одликовања СФРЈ настала су током Народноослободилачког рата, када су Указом Врховног штаба НОВ и ПОЈ од 15. августа 1943. установљена прва одликовања. Након рата Председништво АВНОЈ-а је 9. јуна 1945. донело Закон о орденима и медаљама ДФЈ, а Народна скупштина ФНРЈ усвојила је Закон о одликовањима, који је касније више пута допуњаван и мењан. Изменама закона увођена су нова одликовања, а најважнија измена била је 1. марта 1961. када су промењени називи одликовања. Одликовања су се делила у две групе — одликовања за цивилне у војне заслуге, а постојала су и почасна звања — народног хероја и јунака социјалистилког рада, која су се стицала са доделом ових одликовања.  
Формирањем СР Југославије 27. априла 1992. ступио је на сангу Уставни закона за спровођење Устава СРЈ, чиме је ван снаге стваљено неколико закона, укључујући и Закон о одликовањима СФРЈ. Један део одликовања СФРЈ, међу којима — Орден народног хероја, Орден слободе, Орден југословенске заставе, Орден за храброст, и др, уврштен је децембра 1998. у одликовања СР Југославије, а касније Државне заједнице Србије и Црне Горе до јуна 2006. године. 

## Историја
Указом Врховног штаба НОВ и ПОЈ од 15. августа 1943. године установљена су прва одликовања у Народноослободилачкој војсци Југославије - Орден народног хероја, Орден народног ослобођења, Орден партизанске звезде у три реда, Орден братства и јединства, Орден за храброст и Медаља за храброст. Председништво АВНОЈ-а је 9. јуна 1945. године донело „Законом о орденима и медаљама Демократске Федеративне Југославије“ којим су потврђена сва одликовања која је установио Врховни штаб НОВ и ПОЈ, с тим што је Орден братства и јединства добио два реда, као и Орден рада у три реда, који је установљен 1. маја 1945. године. Овим законом уведена су и нова одликовања - Орден слободе, Орден заслуга за народ (у три реда) и Медаља заслуга за народ. 
Поред ових одликовања, Повереништва народне одбране Националног комитета ослобођења Југославије је 14. септембра 1944. године установило Партизанску споменицу 1941. која је представљала знак државног признања свим првоборцима, тј. учесницима Народноослободилачке борбе од 1941. године. Она није представљала стандардно југословенско одликовање и није третирана у законима о одликовањима, већ у посебном „Закону о Партизанској споменици 1941“.
Године 1946, три године од проглашења Јосипа Броза Тита за Маршала Југославије, установљен је и додељен Маршалски знак, посебан беџ направљен искључиво за Тита. Није сматран за одликовање.
„Закон о одликовањима ФНРЈ“ од 14. новембра 1955. године са изменама и допунама из 1956, 1960. и 1961. године регулисао је материју из ове области. Према њему, одликовања су додељивана појединцима, војним јединицама, привредним и друштвеним организацијама, а додељивао их је указом председник Републике, а од 1980. године Председништво СФРЈ. Предлоге за доделу одликовања подносило је Савезно извршно веће, надлежни републички и покрајински органи, савезни секретар за народну одбрану (за војна лица, јединице и установе ЈНА) и савезни секретар за спољне послове (за стране држављане и стране и међународне организације и установе). Комисија за одликовање Председништва СФРЈ оцењивала је и одлучивала о предлозима, које је затим подносила председнику СФРЈ, а касније председнику Председништва СФРЈ. 
До 1961. године број одликовања повећао се на укупно 42 - 35 ордена, 6 медаља и 1 споменица. Редослед одликовања био је утврђен Законом, а постојали су и Статути ордена и медаља. Уз орден се додељивао „декрет“, уз медаљу „уверење“, а за највиша одликовања су издаване „повеље“. Носиоци Ордена народног хероја и Ордена јунака социјалистичког рада, су с одликовањем стицали и почасни назив - народни херој, односно јунак социјалистичког рада. Народни хероји Југославије, носиоци Партизанске споменице 1941. и њихове породице имали су право на извесне повластице, а повластице су наставили да користе и носиоци старих ратних одликовања Краљевине Југославије, Краљевине Србије и Краљевине Црне Горе - Ордена Карађорђеве звезде с мачевима, Ордена белог орла с мачевима и Златне медаље Обилића. Аутори већине југословенских одликовања и медаља су били вајар Антун Аугустинчић и сликар Ђорђе Андрејевић Кун, а Ордена народног хероја (који се производио у СФРЈ) вајар Франо Динчић.
Последња одликовања Социјалистичке Федеративне Републике Југославије додељивана су до 27. априла 1992. године када је ступањем на снагу „Уставног закона за спровођење Устава Савезне Републике Југославије“ престао да важи закон о одликовањима СФРЈ. Савезна скупштина Савезне Републике Југославије донела је 4. децембра 1998. године „Закон о одликовањима СРЈ“ у којем су задржана нека ранија одликовања СФРЈ, као нпр. Орден народног хероја, Орден слободе, Орден за храброст, Орден југословенске заставе и др. Ова одликовања задржана су и током постојања Државне заједнице Србије и Црне Горе све до 2006. године.

## Галерија
- Део Указа о одликовањима у НОВ и ПОЈ из Билтена Врховног штаба у Војном музеју у Београду
- Прва одликовања НОВ и ПОЈ у Војном музеју
- Ордени народног хероја у Војном музеју
- Три Ордена народног хероја којима је одликован Јосип Броз Тито изложена у Кући цвећа у Београду
- 1 Орден ратне заставе, 2 Орден републике, 3 Орден народног хероја и 4 Орден јунака социјалистичког рада на изложби у Историјском архиву Београда
- 1 Орден југословенске звезде са лентом, 2 Орден југословенске заставе са златном звездом и 3 Орден југословенске заставе са лентом на изложби у Историјском архиву Београда
- Одликовања за храброст - Орден народног хероја, Орден за храброст и Медаља за храброст

## Ордени за грађанске заслуге
- Орден југословенске звезде:
  - Орден југословенске велике звезде ( реда)
  - Орден југословенске звезде са лентом (II реда) и
  - Орден југословенске звезде са златним венцем ( реда) и
  - Орден југословенске звезде на огрлици ( реда)
- Орден јунака социјалистичког рада
- Орден народног ослобођења
- Орден југословенске заставе:
  - Орден југословенске заставе са лентом (I реда)
  - Орден југословенске заставе са златним венцем ( реда)
  - Орден југословенске заставе са златном звездом на огрлици ( реда)
  - Орден југословенске заставе са златном звездом ( реда)
  - Орден југословенске заставе са сребрном звездом ( реда)
- Орден Републике: 
  - Орден Републике са златним венцем ( реда) и
  - Орден Републике са сребрним венцем ( реда)
- Орден заслуга за народ:
  - Орден заслуга за народ са златном звездом ( реда)
  - Орден заслуга за народ са сребрним зрацима (II реда) и
  - Орден заслуга за народ са сребрном звездом ( реда)
- Орден братства и јединства:
  - Орден братства и јединства са златним венцем ( реда) и
  - Орден братства и јединства са сребрним венцем ( реда)
- Орден рада:
  - Орден рада са црвеном заставом (I реда)
  - Орден рада са златним венцем (II реда)) и
  - Орден рада са сребрним венцем (III реда)

## Ордени за војне заслуге
- Орден слободе
- Орден народног хероја
- Орден ратне заставе
- Орден партизанске звезде:
  - Орден партизанске звезде са златним венцем (I реда),
  - Орден партизанске звезде са сребрним венцем ( реда) и
  - Орден партизанске звезде са пушкама ( реда)
- Орден народне армије: 
  - Орден народне армије са ловоровим венцем ( реда),
  - Орден народне армије са златном звездом (II реда) и
  - Орден народне армије са сребрном звездом ( реда)
- Орден за војне заслуге: 
  - Орден за војне заслуге са великом звездом ( реда),
  - Орден за војне заслуге са златним мачевима (II реда) и
  - Орден за војне заслуге са сребрним мачевима ( реда)
- Орден за храброст
- Партизанска споменица 1941.

## Медаље за грађанске и војне заслуге
- Медаља за храброст
- Медаља за војне заслуге
- Медаља за војничке врлине
- Медаља рада
- Медаља заслуге за народ
- Медаља за заслуге

- Медаља за храброст
- Медаља за војне заслуге
- Медаља за војничке врлине
- Медаља рада
- Медаља заслуге за народ
- Медаља за заслуге

## Спомен медаље
- Медаље годишњице ЈНА за 10 година
- Медаље годишњице ЈНА за 20 година
- Медаље годишњице ЈНА за 30 година
- Медаље годишњице ЈНА за 40 година
- Медаље годишњице ЈНА за 50 година
- Медаље годишњице победе над фашизмом за 30 година
- Медаља „Смрт фашизму — слобода народу“
- Спомен-медаља путовања Јосипа Броза Тита у Индију и Бурму
- Медаља Савеза бораца за Југословене учеснике Шпанског грађанског рата